# Astrid Eisenkopf

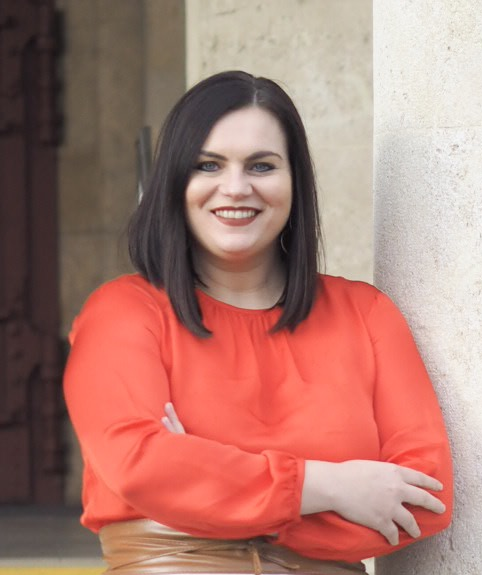
Astrid Eisenkopf (2020)

Astrid Eisenkopf (* 22. Februar 1984 in Eisenstadt als Astrid Mandl) ist eine österreichische Politikerin (SPÖ). Seit dem 6. Februar 2025 ist sie Präsidentin des Burgenländischen Landtages. Von 2015 bis 2025 war sie Landesrätin der Burgenländischen Landesregierung. Ab dem 17. Februar 2020 war sie Landeshauptmann-Stellvertreterin des Burgenlandes in der Landesregierung Doskozil II und verantwortete dort die Bereiche Frauen, Umwelt, Energie, Naturschutz, Landwirtschaft, Gemeindeverwaltung sowie Konsumentenschutz und Schuldenberatung. 
In der Landesregierung Niessl IV war sie für Umwelt- und Naturschutz, Wasser und Baurecht, Energie, Gemeindeverwaltung und Jugendagenden sowie ab Mai 2018 für das Frauenressort verantwortlich. In der Landesregierung Doskozil I war sie ab dem 28. Februar 2019 für die Bereiche Frauen, Umwelt, Energie, Naturschutz, Landwirtschaft, Konsumentenschutz und Schuldenberatung zuständig.

## Leben

### Ausbildung und Beruf
Astrid Eisenkopf besuchte im Anschluss an die Volksschule Steinbrunn das Bundesgymnasium Eisenstadt, wo sie 2002 maturierte. 2011 schloss sie das Diplomstudium Wirtschaft und Recht an der Wirtschaftsuniversität Wien mit der Diplomarbeit zum Thema Yardstickregulierung als möglicher Ansatz für die Ausgestaltung der 3. Regulierungsperiode der Elektrizitätswirtschaft in Österreich ab.
Anschließend war sie in der Burgenländischen Gebietskrankenkasse sowie in der Beteiligungsmanagement- und Finanzabteilung der Landesregierung Burgenland tätig, wo sie für EU-Prüfungen zuständig und Landeshauptmann Hans Niessl direkt unterstellt war.
Eisenkopf ist verwitwet und lebt in Steinbrunn.

### Politik
Eisenkopf engagierte sich bei den Kinderfreunden und der Sozialistischen Jugend, deren Vorsitzende sie in Steinbrunn war. Später wurde sie SPÖ-Ortsfrauenvorsitzende und stellvertretende SPÖ-Ortsparteivorsitzende in Steinbrunn sowie stellvertretende SPÖ-Bezirksfrauenvorsitzende. Am 9. Juli 2015 wählte sie der Burgenländische Landtag zur Landesrätin in die Burgenländische Landesregierung.
Im Jänner 2018 wurde sie als Nachfolgerin von Robert Hergovich zur SPÖ-Bezirksvorsitzenden im Bezirk Eisenstadt-Umgebung gewählt. Bei der Landeskonferenz der SPÖ Frauen am 21. April 2018 übergab Verena Dunst ihren Vorsitz an Astrid Eisenkopf, am 8. Mai 2018 übernahm Eisenkopf von Dunst auch die Frauenagenden in der Landesregierung. Im September 2018 wurde sie beim Landesparteitag der SPÖ Burgenland mit 99,4 % der Stimmen zur Landesparteivorsitzenden-Stellvertreterin gewählt, Hans Peter Doskozil wurde als Nachfolger von Hans Niessl Landesparteivorsitzender. Am SPÖ-Bundesparteitag am 24. November 2018 wurde sie zur stellvertretenden Bundesparteivorsitzenden gewählt. Sie folgte damit ebenfalls Verena Dunst im Bundesparteipräsidium nach.
In der Landesregierung Doskozil I gab Eisenkopf die Zuständigkeit für die Gemeinden an Christian Illedits sowie den Bereich Jugend an Daniela Winkler ab und übernahm die Agenden der Landwirtschaft sowie den Bereich Konsumentenschutz und Schuldenberatung von Verena Dunst. Bei der Landtagswahl 2020 kandidierte sie hinter Spitzenkandidat Hans Peter Doskozil auf dem zweiten Listenplatz der SPÖ-Landesliste sowie als Spitzenkandidatin im Bezirk Eisenstadt-Umgebung.
Mit 17. Februar 2020 wurde sie Landeshauptmannstellvertreterin in der Landesregierung Doskozil II und folgte damit Johann Tschürtz nach. Aufgrund von Stimmband-Operationen von Landeshauptmann Hans Peter Doskozil übernahm sie im März 2020 sowie 2021 vorübergehend dessen Amtsgeschäfte. Im Juni 2020 folgte ihr Rita Stenger als Vorsitzende der SPÖ-Frauen im Bezirk Eisenstadt nach. Nach dem Rücktritt von Landesrat Christian Illedits am 1. August 2020 wanderten das Jagd- und Fischerwesen von Eisenkopf zu Illedits Nachfolger Leonhard Schneemann. Im Mai 2022 wurde sie als Landesvorsitzende der SPÖ-Frauen bestätigt. Auf der SPÖ-Bezirkskonferenz des Bezirks Eisenstadt-Umgebung wurde sie im März 2023 als Bezirksvorsitzende bestätigt.
Nach der Landtagswahl 2025 wurde sie von der SPÖ als Landtagspräsidentin nominiert. Am 6. Februar 2025 folgte sie Robert Hergovich in diesem Amt nach.